# Tjuven Althalus
Tjuven Althalus är en fantasyroman av David Eddings och Leigh Eddings. På engelska är det en enda bok (The Redemption of Althalus, utgiven år 2000), men på svenska är den uppdelad i två delar, De utvalda (2002) och Knivens sång (2003). Romanen handlar om en mästertjuv. En dag när allt har gått på tok blir han erbjuden att stjäla en bok vid världens ände för en stor summa pengar. Väl framme vid huset möter han någon han aldrig trodde han skulle få möta…

## Handling
Romanen handlar om en skicklig tjuv vid namn Althalus. Han har alltid lyckan och turen på sin sida och hans framgångar är stora. Men plötsligt går allt snett. De enklaste stölder misslyckas. Althalus möter i sin vän Nabjors läger en man som är beredd att betala mycket för en bok. Althalus går med på att stjäla boken. Boken finns i Huset vid världens ände. Althalus far dit och träffar en talande katt. När han ska gå från huset, finns inte längre någon dörr. Althalus är fast. Han pratar med katten som han döper till Emerald och så småningom visar sig katten vara gudinnan Dweia, syster till gudarna Dweios och Daeva. Hon lär honom att använda boken han skulle stjäla, som för övrigt visar sig vara Dweios egen bok. Och när tiden är mogen och Althalus är cirka 2500 år äldre ger de sig ut i världen för att finna de övriga som en gång för alla ska besegra Daeva, och hans hantlangare.

## Böckerna i serien på svenska
- De utvalda
  - Originaltitel: The Redemption of Althalus
  - Utgivningsår: 2002 (eng: 2000)
  - ISBN 91-32-32798-6
- Knivens sång
  - Originaltitel: The Redemption of Althalus
  - Utgivningsår: 2003 (eng: 2000)
  - ISBN 91-32-32698-X